# HD 135530
HD 135530 är en misstänkt variabel stjärna av oklassificerad typ (VAR:) i Björnvaktarens stjärnbild.
Den är en röd jätte som har visuell magnitud +6,14 och varierar i amplitud med 0,065 magnituder och en period av 20,04 dygn. Den är svagt synlig för blotta ögat vid god seeing.